# Vuit Excèntrics de Yangzhou
Vuit excèntrics de Yangzhou (xinès tradicional: 揚州八怪, xinès simplificat: 扬州八怪, pinyin: Yángzhoū Bā Guài) és el nom que va rebre un grup de vuit pintors xinesos coneguts en l'època Qing per rebutjar les idees ortodoxes sobre la pintura en favor d'un estil considerat expressiu i individualista.

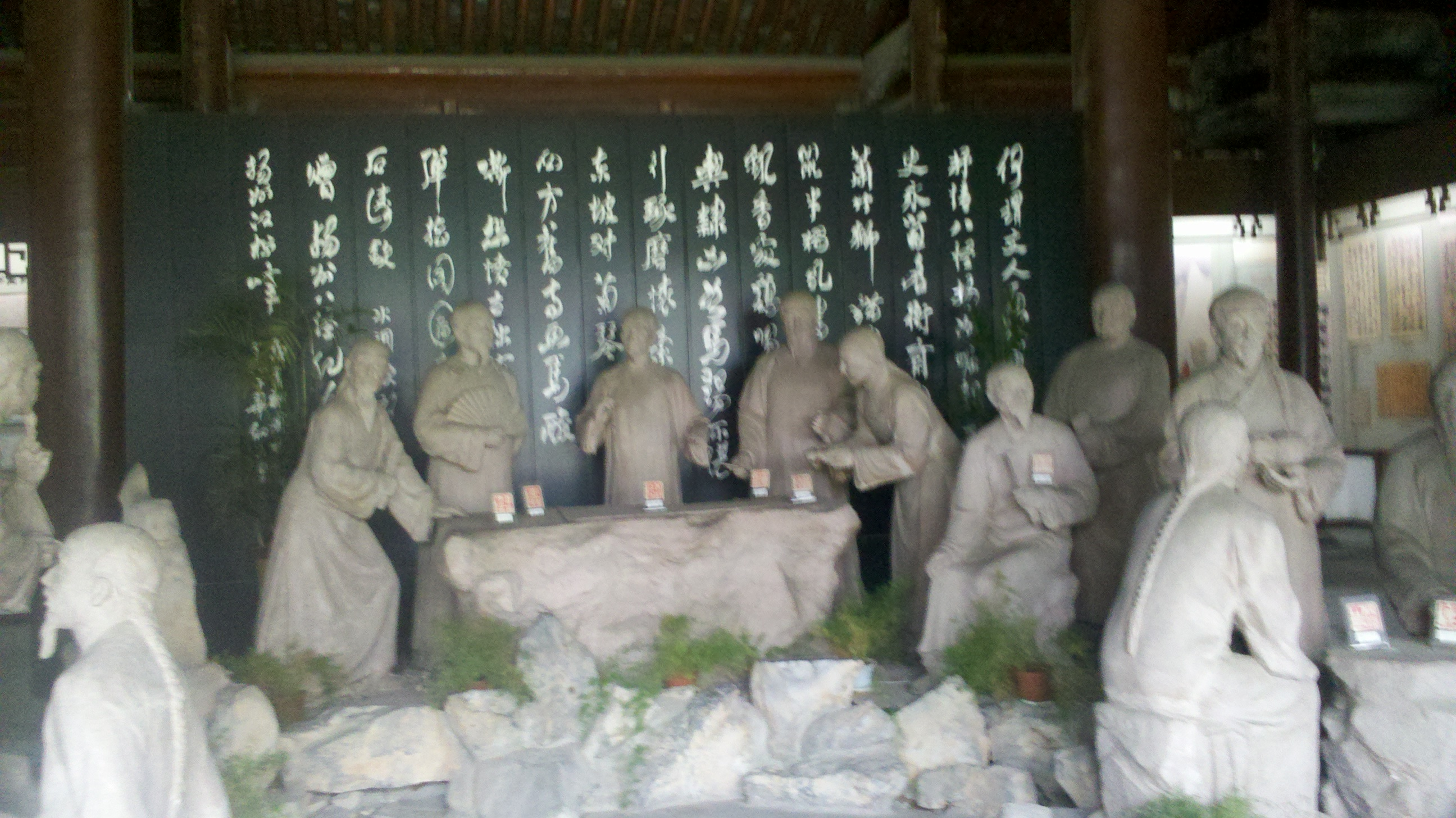
Grup escultòric representant els vuit excèntrics de Yangzhou, situada al Memorial Hall de Yangzhou.

El terme va ser utilitzat també perquè cada un d'ells tenia una forta personalitat en desacord amb les convencions del seu temps. La majoria d'ells procedien d'ambients pobres o amb problemes. No obstant això, el terme és, en general, més una declaració sobre el seu estil en comptes de ser un judici personal sobre ells, sent assenyalats com a excèntrics.
Els vuit van tenir una influència i associació amb pintors com Gao Fenghan, així com amb diversos altres.

## Els vuit
La llista generalment acceptada és:
- Wāng ShìShèn (汪士慎) (1686-1759)
- Huáng Shèn (黄慎) (1687-1768)
- Lĭ Shàn (李鱓/李鳝) (1686?-1756)
- Jīn Nóng (金农) (1687-1764)
- Luō Pìn (罗聘) (1733-1799)
- Gāo Xiáng (高翔) (1688-1753)

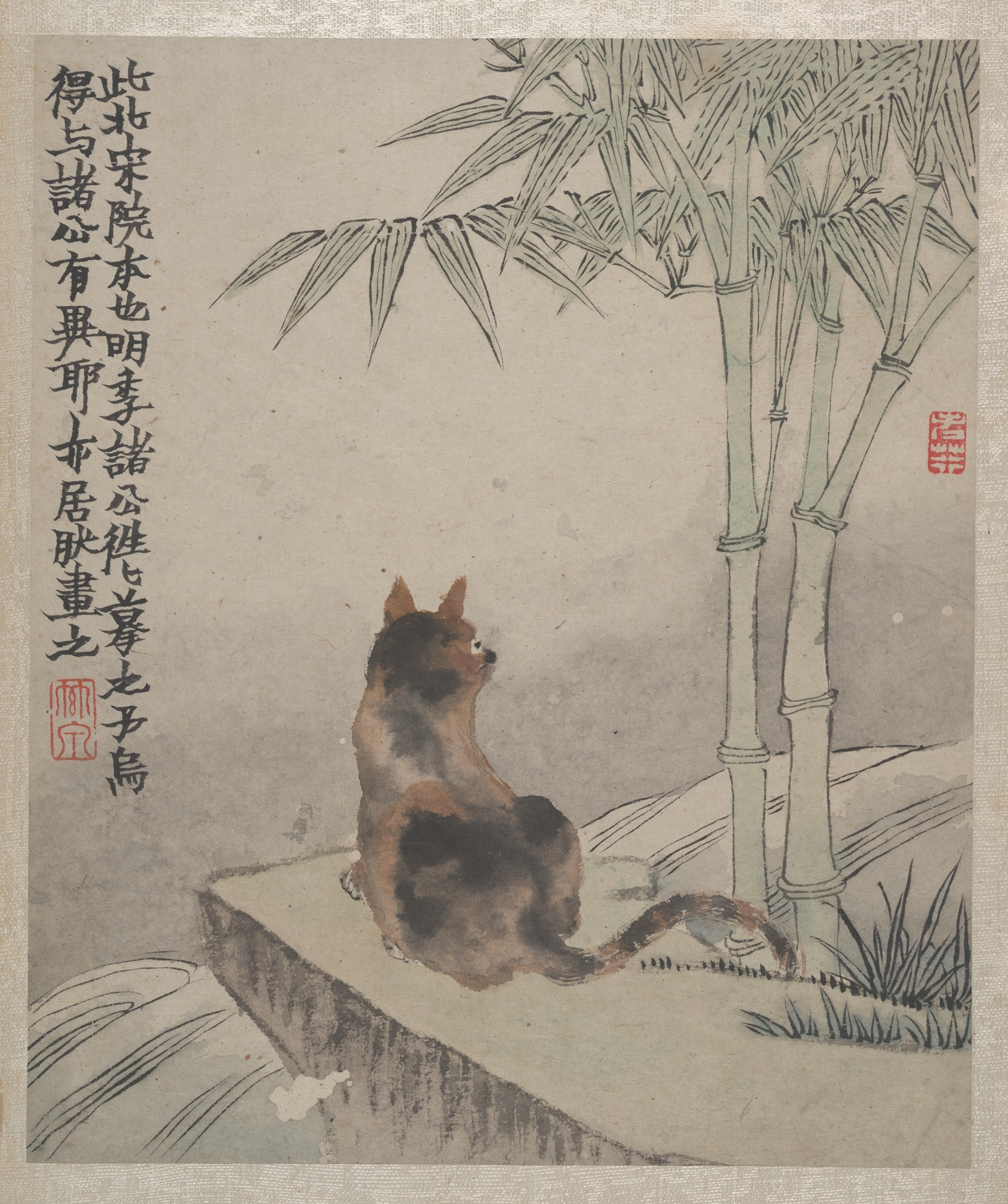
Una obra de Jīn Nóng.

- Zhèng Xiè (郑燮) també conegut com a Zhèng BănQiáo (郑板桥) (1693-1765)
- Lĭ FāngYīng (李方膺) (1696 - 1755)

Llistes alternatives inclouen:
1. Huang Shen, Li Shan, Jin Nong, Zheng Xie, Li Fangying, Gao Fenghan, Bian Shoumin, Yang Fa
2. Wang Shishen, Huang Shen, Li Shan, Jin Nong, Luo Pin, Zheng Xie, Min Zhen, Gao Fenghan